# Infranord
Infranord AB är ett helägt svenskt statligt aktiebolag med 1 600 medarbetare och en omsättning på 5 miljarder kronor. Infranord är den största järnvägsentreprenören i Sverige och en betydande aktör i Norge.
Koncernen har sitt huvudkontor i Sundbyberg. Infranord bildades 2010 från Banverket Produktion. 

## Företagsinformation
Infranord bildades efter flera års förberedelser från Banverket Produktion och är idag ett av Sveriges största byggföretag. Det bedriver entreprenad-, drift-, underhålls- och uthyrningsverksamhet samt produktion inom trafik-, mark-, bygg-, anläggnings- och teleområdet samt at bedriver därmed förenlig verksamhet med inriktning på BEST-arbeten (ban-, el-, signal- och telearbeten). Till skillnad från tidigare. utförs nu även arbeten inom hela Norden. Den 1 september 2010 öppnades den första etableringen utanför Sverige , nämligen i med ett kontor i Köpenhamn i Danmark och etablering av Infranord A/S. Några av Infranords kunder är Trafikverket, Storstockholms Lokaltrafik, Inlandsbanan AB, Bane NOR, Banedanmark, SSAB och LKAB.

## Bildgalleri

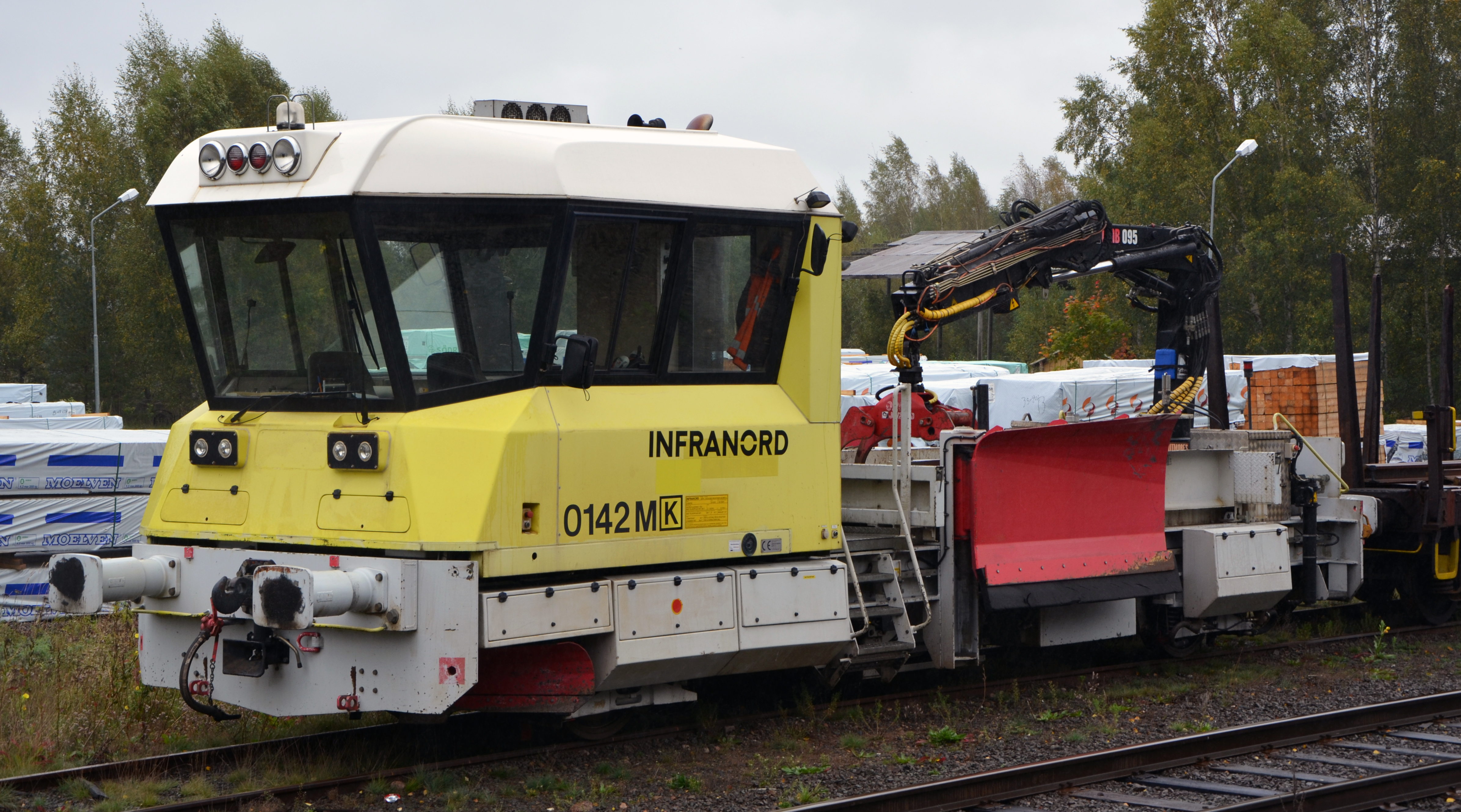
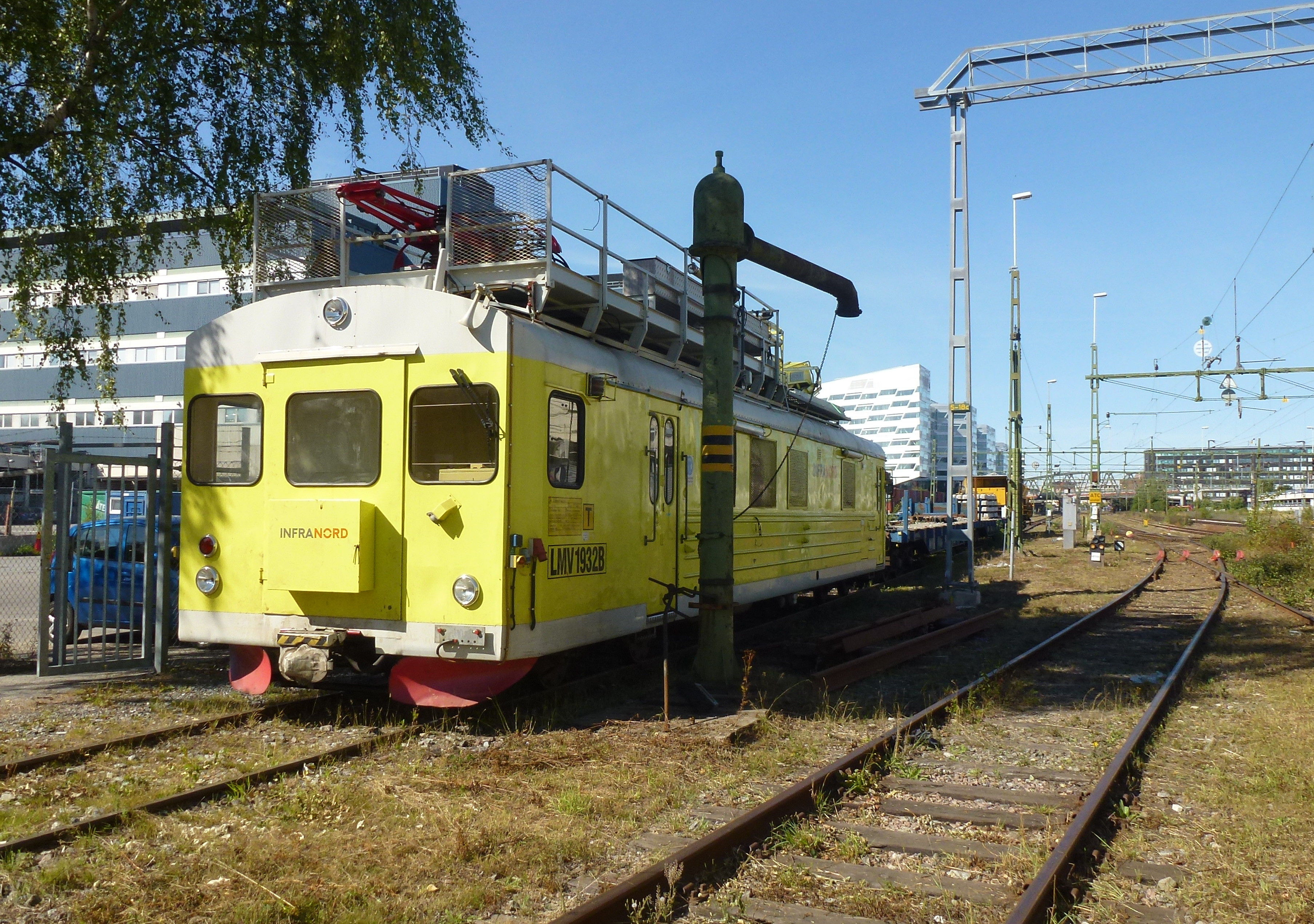
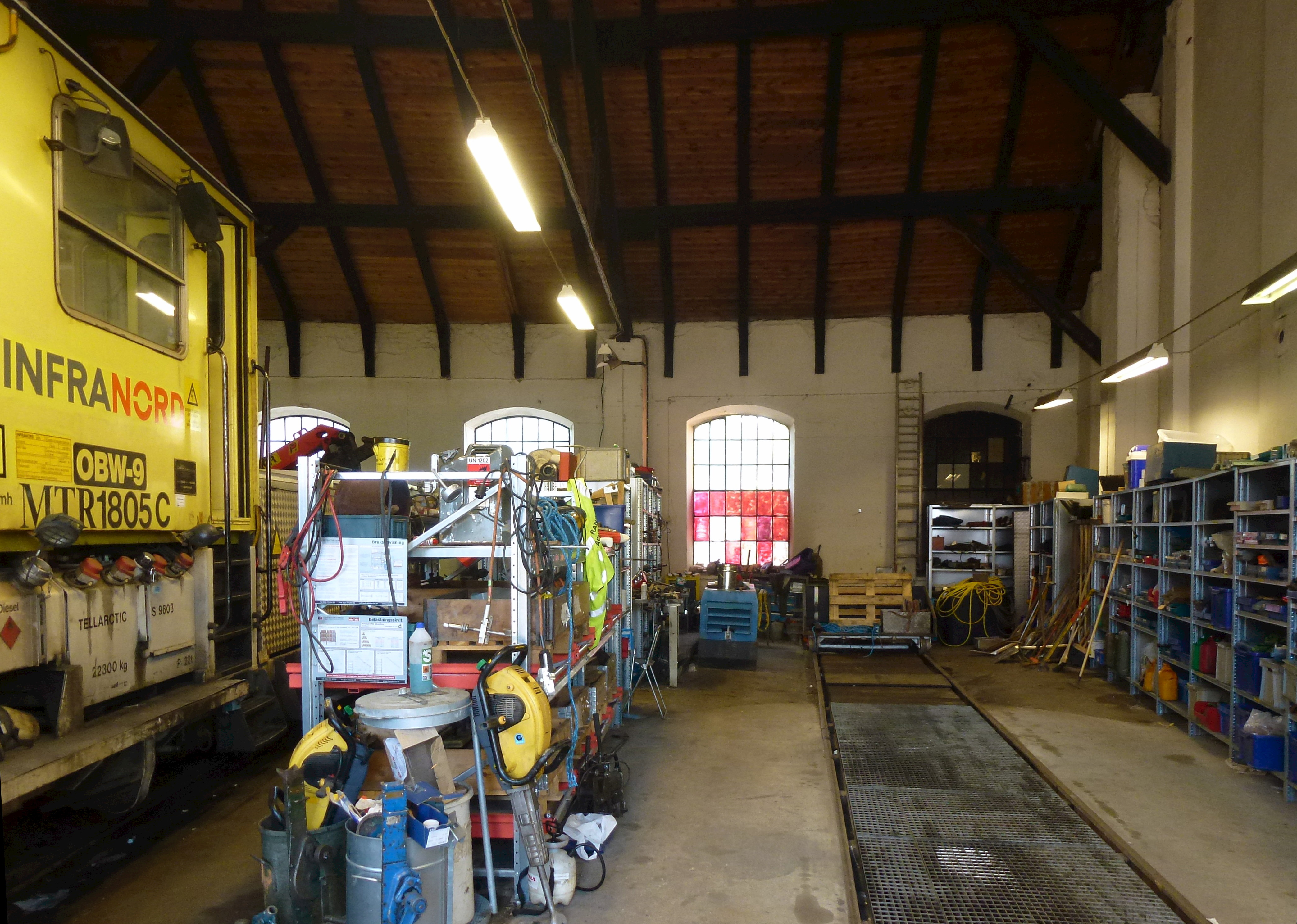
Lokstallet i Sundbyberg